# Trịnh Kinh
Trịnh Kinh (chữ Hán phồn thể: 鄭經; giản thể: 郑经; bính âm: Zhèng Jìng) (1642 – 1681), tên Cẩm, tự Hiền Chi, Nguyên Chi, hiệu Thức Thiên, biệt danh Cẩm Xá, là con trưởng của Trịnh Thành Công, người thống trị Đài Loan thứ hai của vương triều họ Trịnh và là Quốc chủ Đông Ninh, một trong những lực lượng chống Thanh của nhà Nam Minh.

## Tiểu sử

### Tranh đoạt quyền thừa kế
Trịnh Kinh sinh ngày 25 tháng 10 năm 1642 (năm Sùng Trinh thứ 15) tại huyện Nam An tỉnh Phúc Kiến, Trung Quốc. Lúc nhỏ thông minh đỉnh ngộ, ham thích văn học, là người nhân đức, rất được lòng dân, về sau kết hôn cùng con gái của quan Thượng thư Đường Hiển Duyệt. Thời Trịnh Thành Công bốn lần xuất dương chinh chiến, Trịnh Kinh cùng mẹ là Đổng Thị ở lại Kim Môn, Hạ Môn trù tính lo liệu lương thực và cung cấp quân nhu.
Năm Vĩnh Lịch thứ 15 (1661) Trịnh Thành Công đông chinh Đài Loan, quan trấn thủ Hồng Húc, trước ở dưới trướng Đề đốc Hoàng Đình trú đóng tại Kim Môn, Hạ Môn tới phụ giúp Trịnh Kinh phòng thủ Hạ Môn, trong lúc ấy Trịnh Kinh bèn nhân cơ hội tư thông với người vú nuôi của em trai là Chiêu Nương, kết quả của mối tình vụng trộm ấy đã hạ sinh một đứa con trai, đặt tên là Trịnh Khắc Tang. Sĩ đại phu đương thời đều cho là loạn luân, Trịnh Thành Công nghe được tin ấy bèn hạ lệnh xử tử Chiêu Nương, Trịnh Kinh từ chối giao nộp, đem giấu người vú nuôi ấy đi. Về sau, cha vợ của Trịnh Kinh là Đường Hiển Duyệt tố cáo, khiến Trịnh Thành Công nổi cơn thịnh nộ, lập tức triệu con thứ là Trịnh Thái tới thay thế Trịnh Kinh phòng thủ hai đảo Kim Môn và Hạ Môn. Trịnh Kinh bèn hạ lệnh hành quyết Hồng Húc, từ chối tuân theo mệnh lệnh của cha, bắt đầu khẩn trương xúc tiến mối quan hệ Kim Môn, Hạ Môn và Đài Loan.
Ngày 8 tháng 5 năm Vĩnh Lịch thứ 16 (ngày 23 tháng 6 năm 1662), Trịnh Thành Công tạ thế tại thành Zeelandia, bọn Hoàng Chiêu, Tiêu Củng Thần lấy cớ Trịnh Kinh đắc tội với cha, bèn ủng hộ lập người em trai thứ năm của Trịnh Thành Công là Trịnh Thế Tập làm Đại Lý Chiêu Thảo Đại tướng Quân. Trong khi ấy, Trịnh Kinh tại Hạ Môn tuyên bố chính mình mới là người kế thừa hợp pháp, tập phong Duyên Bình Quận vương, Trịnh Thế Tập mang quân chống lại, vương triều họ Trịnh kể từ đó thành một chia hai.
Trịnh Kinh hiểu được mối đe dọa của quân Thanh, đề xuất gia nhập vào hệ thống triều cống của nhà Thanh và giao thiệp với vua Khang Hy, lợi dụng cơ hội đình chiến. Vào ngày 1 tháng 11 năm Vĩnh Lịch thứ 16 (ngày 11 tháng 12 năm 1662) Trịnh Kinh chỉ huy quân đội tiến công Đài Loan, bộ tướng Trịnh Thế Tập là Hoàng Chiêu trúng loạn tên tử trận, quân đội dưới quyền Trịnh Thế Tập còn lại đều đầu hàng, Trịnh Kinh sau khi giành thắng lợi, tiến vào thành An Bình, chém đầu Tiêu Củng Thần và để Trịnh Thế Tập trở về Hạ Môn, kết thúc cuộc nội chiến.

### Rút về Đài Loan
Tháng 1 năm Vĩnh Lịch thứ 17 (1663), Trịnh Kinh phát hiện Trịnh Thái bí mật liên lạc với nhà Thanh, tuy nhiên việc đàm phán cũng do Trịnh Thái phụ trách, Trịnh Kinh bắt đầu hoài nghi lòng trung thành của ông, bèn giam cầm Trịnh Thái, người em và đứa con của Trịnh Thái chạy sang nương tựa nhà Thanh. Không may vua Khang Hy từ chối điều kiện của Trịnh Kinh, nhà Thanh cùng với người Hà Lan hợp thành liên quân đối kháng Trịnh Kinh. Ngày 19 tháng 10 (18 tháng 11) cùng năm, liên quân Thanh Hà tiến công Kim Môn, Hạ Môn, quân Trịnh không chống cự mà bỏ chạy khỏi nơi phòng thủ, rút về Đồng Sơn. Sau khi kết thúc trận chiến, lòng người bắt đầu dao động, Liên Đại tướng Chu Toàn Bân chạy sang hàng nhà Thanh, Trịnh Kinh bèn hạ lệnh rút toàn bộ quân đội về Đài Loan.
Tháng 4 năm Vĩnh Lịch thứ 19 (1665), liên quân Thanh Hà tấn công Bành Hồ, trên đường đi đã gặp phải bão lớn nên rút về, do đó Thanh triều từ bỏ ý định tiến công Đài Loan, khôi phục việc đàm phán với vương triều họ Trịnh, cuộc đàm phán được tiến hành hai lần vào năm 1667 và 1669. Cũng vì Trịnh Kinh không chịu cắt tóc quy phục nên chấm dứt việc đàm phán, sau khi loại bỏ sự uy hiếp của nhà Thanh, Trịnh Kinh dồn hết tâm trí vào việc bình định Đài Loan. Năm 1666 tiến đánh Cơ Long. Tuy nhiên lại gặp phải sự đề kháng dữ dội của quân Hà Lan thủ thành cho đến năm 1668 thì thành bị chiếm, cũng vì vậy mà người Hà Lan từ bỏ mộng đoạt lại Đài Loan.

### Phát triển thương mại
Sau khi Trịnh Kinh rút về Đài Loan, cố gắng nâng cao sức mạnh quốc gia thông qua thương mại, bởi vì nhà Thanh đã thực thi lệnh thiên giới, ông tiếp nhận đề nghị của Trần Vĩnh Hoa, hối lộ các tướng lĩnh nhà Thanh để tiến hành buôn lậu, do lưu dân ven biển vận chuyển hàng hóa, người Hán ở Đài Loan đương thời nam nhiều nữ ít, thậm chí còn tiến hành giao dịch nhân khẩu phụ nữ, lưu dân dưới quyền ông thay thế quân Trịnh đảm nhận việc bảo vệ, phòng thủ các căn cứ ở quần đảo.
Mạc phủ Tokugawa là cộng sự thương mại quan trọng của vương triều họ Trịnh, Đài Loan chủ yếu nhập bạc, đồng, chì, mũ giáp từ Nhật Bản với số lượng lớn dùng để cung ứng cho nhu cầu chiến tranh, thương mại giữa hai bên từ năm 1665 đến 1672 đã đạt tới đỉnh cao, để tăng cường vương triều họ Trịnh và mối quan hệ thương mại với Nhật Bản, Trịnh Kinh cho phép thương nhân Nhật Bản được cư trú tại Cơ Long.
Công ty Đông Ấn Anh cũng nhận được lời mời của Trịnh Kinh đến Đài Loan, hai bên đã ký kết hiệp ước thông thương vào năm 1672. Trịnh Kinh vì vậy thông qua nước Anh mà nhận được thuốc súng và vũ khí, ngoài ra người Anh còn giúp đỡ quân Trịnh huấn luyện pháo binh, đồng thời Trịnh Kinh cũng vay mượn chiến lược pháo binh của nước Anh để cải thiện khả năng tác chiến của quân Trịnh.

### Vượt biển Tây chinh
Ngày 16 tháng 3 năm Vĩnh Lịch thứ 28 (21 tháng 4 năm 1674), Cảnh Tinh Trung hưởng ứng Ngô Tam Quế phát động Loạn Tam Phiên, đã gửi chiến hạm đến cho Trịnh Kinh nhằm thỉnh cầu ông xuất binh, Trịnh Kinh đáp ứng. Tháng 5 năm 1674, Trịnh Kinh xuất phát từ Đài Loan đến Hạ Môn, yêu cầu Cảnh Tinh Trung đến Chương Châu, Tuyền Châu chu cấp cho ông. Tại thời điểm này Cảnh Tinh Trung đã nắm được toàn bộ tỉnh Phúc Kiến, cho rằng binh lực Trịnh Kinh quá ít, từ lâu đã hủy bỏ việc tác chiến chung với ông, lại còn từ chối các yêu cầu tiếp tế của ông. Trịnh Kinh nổi giận lập tức xua quân chiếm giữ Hải Đăng, Đồng An, Cảnh Tinh Trung cho cắt đứt tuyến đường thương mại của Trịnh Kinh để trả thù, quan hệ giữa hai bên trở nên xấu dần.
Các nơi ở đại lục như Tuyền Châu, Chương Châu, Triều Châu đều lần lượt quy thuận lực lượng của Trịnh Kinh, Cảnh Tinh Trung nhận thấy thanh thế của Trịnh Kinh ngày càng lớn mạnh, liền cử người tới đàm phán với hy vọng ông sẽ trả lại Tuyền Châu thế nhưng Trịnh Kinh không đồng ý, khiến Cảnh Tinh Trung quyết định dùng vũ lực đoạt lại Tuyền Châu. Trịnh Kinh phái bộ tướng Lưu Quốc Hiên tới Đồ Lĩnh (nay là thị trấn Đồ Lĩnh khu Tuyền Cảng) đánh lui quân của Cảnh Tinh Trung, sau đó vì hai bên tranh đoạt Chương Phố mà phát sinh chiến sự. Đến tháng 1 năm Vĩnh Lịch thứ 29 (1675), Cảnh Tinh Trung thực hiện thỏa thuận trước đây, cung cấp 5 chiếc tàu chiến cho Trịnh Kinh và phân chia ranh giới tại Phong Đình (nay là thị trấn Phong Đình huyện Tiên Du), phía bắc thuộc Cảnh Tinh Trung, phía nam thuộc Trịnh Kinh, hai bên tạm thời ngưng chiến.
Trịnh Kinh tuy hai lần đẩy lui quân Thanh ở Quảng Đông, nhưng vẫn còn vài huyện thuộc Triều Châu từ chối phục tùng, sau khi giảng hòa với Cảnh Tinh Trung, Trịnh Kinh dự tính nam chinh Triều Châu, trước tiên ông phái Lưu Quốc Hiên đánh bại Thượng Chí Tín, rồi tự mình dẫn quân tiến đến Hải Đăng. Tuy nhiên, bộ tướng phòng thủ Triều Châu của ông là Hoàng Phương Độ lại bí mật liên hệ với nhà Thanh, Trịnh Kinh nghi ngờ lòng trung thành của ông này, muốn ông phải ra khỏi thành và gặp mặt Trịnh Kinh, hoặc phái quân đội cùng nhau tiến công, cả hai lệnh này Hoàng Phương Độ từ chối tuân theo, vả lại vào tháng 6 cùng năm còn cử binh phản kháng. Trịnh Kinh đích thân tự mình dẫn quân bao vây Triều Châu. Ngày 6 tháng 10 (22 tháng 11) chiếm được Triều Châu, sai người tới ép Hoàng Phương Độ phải tự sát, nhằm trả thù cho việc thuộc hạ của ông này là Hoàng Ngô phá nát mộ phần nhà họ Trịnh. Trịnh Kinh hạ lệnh ngũ mã phanh thây thi thể của Hoàng Phương Độ và Hoàng Ngô, lại còn xử tử cả gia tộc của Hoàng Phương Độ ở Triều Châu.
Năm Vĩnh Lịch thứ 30 (1676) Thượng Chí Tín một lần nữa lại bị quân Trịnh đánh bại, đã tham gia vào mặt trận chống Thanh của Tam Phiên, bèn nhường lại Huệ Châu cho Trịnh Kinh. Lúc này ông chỉ còn nhận được sự ủng hộ từ thủ phủ ở bốn nơi là Chương Châu, Tuyền Châu, Triều Châu, Huệ Châu, Các đồng minh ở xung quanh, trong đó có lãnh thổ nhà Thanh nhường cho ông, do đó khiến ông rơi vào các cuộc tranh đoạt lãnh thổ và xung đột đồng minh. Tháng 5, Cảnh Tinh Trung dự tính tham gia cùng Ngô Tam Quế tiến đánh Giang Nam, kêu gọi Tổng binh Đinh Châu Lưu Ứng Lân xuất binh hưởng ứng, thế nhưng Lưu Ứng Lân không chịu phái binh, bí mật liên lạc với Trịnh Kinh, đánh hạ Đinh Châu.
Sự kiện này đã gây chia rẽ liên minh Trịnh, Cảnh. Cảnh Tinh Trung bề ngoài tỏ ý theo quân Trịnh bao vây quân Thanh, nhưng thực sự thì lại muốn đến đầu hàng nhà Thanh. Vì lực lượng của Cảnh Tinh Trung và Trịnh Kinh quá ít ỏi để khi cần thiết trực tiếp chống lại chủ lực quân Thanh, trước tiên ông phái ba vạn quân tiến đánh Phúc Châu, thế nhưng vào ngày 15 tháng 10 (20 tháng 11) năm 1676 lại bị quân Thanh đánh bại tại Ô Long Giang, lãnh địa của ông liên tục thất thủ, Trịnh Kinh chỉ còn cách quay về Hạ Môn.

### Cuối đời
Sau khi Trịnh Kinh gặp thất bại ở đại lục, ông cố gắng kiên trì phòng thủ Hạ Môn. Phái xuất tướng lãnh phòng thủ các quần đảo ven biển phía nam Chiết Giang, Lưỡng Quảng, Phúc Kiến, ổn định lòng quân, điều Lưu Quốc Hiên quay về Hạ Môn và phong cho ông này làm Thống soái đại quân, chuẩn bị phản công Mân Nam. Ngày 18 tháng 2 năm Vĩnh Lịch thứ 32 (10 tháng 3 năm 1678) Trịnh Kinh cử Lưu Quốc Hiên trước tiên đánh hạ Giang Đông Kiều, cắt đứt sự liên hệ của Chương Châu, Tuyền Châu sau hơn 3 tháng bao vây, vào ngày 10 tháng 6 (28 tháng 7) chiếm được Hải Đăng, thế nhưng tình hình ở các khu vực Chương Châu, Tuyền Châu vẫn còn tràn ngập chiến sự ác liệt, tại đây quân Trịnh đánh mãi mà không giành được chiến thắng quyết định nào dẫn đến tình trạng chiến sự rơi vào bế tắc.
Tháng 12 cùng năm, nhà Thanh một lần nữa cho khôi phục lệnh thiên giới, thiết lập hàng loạt căn cứ trọng yếu, bắc đến Phúc Châu, nam tới ven biển Chiêu An, biện pháp này đã giáng một đòn nặng vào hoạt động thương mại của vương triều họ Trịnh, buộc họ phải thông qua con đường hối lộ với quan viên Thanh triều để tiến hành giao dịch. Trải qua nhiều năm chinh chiến, tài chính của họ Trịnh ngày càng bị hao hụt nghiêm trọng, quân đội thiếu chu cấp, tiếp tế, Trịnh Kinh buộc lòng phải từ bỏ các cứ điểm chiếm hữu nằm ven biển Đông Nam. Ngày 12 tháng 3 năm Vĩnh Lịch thứ 34 (10 tháng 4 năm 1680) Trịnh Kinh dẫn toàn bộ binh tướng rút về Đài Loan, mọi việc chính sự trong nước đều giao cho con là Trịnh Khắc Tang xử lý.
Ngày 28 tháng Giêng năm Vĩnh Lịch thứ 35 (17 tháng 3 năm 1681) Trịnh Kinh lâm trọng bệnh mất ở Phủ Thừa Thiên, Đài Loan, hưởng thọ 40 tuổi.

## Thơ ca
Phần lớn các tác phẩm của Trịnh Kinh đều là thơ do chính ông sáng tác gồm các bài như:
- Mãn tù về cáu gắt vì không quần áo, đất đai mà phải chịu thuế (滿酋使來有不登岸不易服之說憤而賦之 Mãn tù sử lai hữu bất đăng ngạn bất dịch phục chi thuyết phẫn nhi phú chi)

Nguyên văn:
王氣中原盡，衣冠海外留。
雄圖終未已，日夕整戈矛。
Hán Việt:
Vương khí Trung Nguyên tận, y quan hải ngoại lưu.
Hùng đồ chung vị dĩ, nhật tịch chỉnh qua mâu.
Tạm dịch:
Vương khí Trung Nguyên vừa cạn kiệt, còn lại áo mũ ở ngoài quan.
Mưu toan hùng mạnh hết chưa thôi, ngày đêm sửa sang lại qua mâu.
- Đề cảnh tự thuật ở bức tường lầu phía Đông (題東壁樓景自敘 Đề đông bích lâu cảnh tự tự)

Nguyên văn:
西郭樓臺近水濱，青山白雲相與鄰。
試問閣中誰隱者，昔日先朝一漢臣。
Hán Việt:
Tây quách lâu đài cận thủy tân, thanh sơn bạch vân tương dữ lân.
Thí vấn các trung thùy ẩn giả, tích nhật tiên tiêu nhất Hán thần.
Tạm dịch:
Ngoài thành phía Tây cạnh ven sông, núi xanh mây trắng kế liền kề.
Lắng nghe ẩn sĩ ở trong lầu, tôi thần nhà Hán thuở ngày xưa.
- Buồn vì Trung Nguyên chưa khôi phục (悲中原未復 Bi Trung nguyên vị phục)

Nguyên văn:
胡虜腥塵遍九州，忠臣義士懷悲愁。
既無博浪子房擊，須效中流祖狄舟。
故國山河盡變色，舊京宮闕化成丘。
復仇雪恥知何日，不斬樓蘭誓不休！
Hán Việt:
Hồ lỗ tinh trần biến cửu châu, trung thần nghĩa sĩ hoài bi sầu.
Ký vô bác lãng tử phòng kích, tu hiệu trung lưu Tổ Địch chu.
Cố quốc sơn hà tận biến sắc, cựu kinh cung khuyết hóa thành khâu.
Phục cừu tuyết sỉ tri hà nhật, bất trảm Lâu Lan thệ bất hưu !
Tạm dịch:
Dấu chân giặc Hồ khắp chín châu, trung thần nghĩa sĩ nhớ bi sầu.
Đã không đánh lấy phòng lãng tử, ví sao Tổ Địch chèo ngược xuôi.
Sông núi nước xưa cạn biến sắc, cửa cung kinh cũ hóa thành gò.
Phục thù rửa hận biết ngày nào, không chém Lâu Lan thề không nghỉ !
- Nghe phía Tây vừa giành lại thích vịnh được chữ Thành (聞西方反正喜詠得誠字 Vấn Tây phương phản chính hỉ vịnh đắc Thành tự)

Nguyên văn:
群胡亂宇宙，百折守丹誠。
海島無鸞信，鄉關斷雞聲。
義師興棘岫，壯氣撼長鯨。
旗旆荊襄出，刀兵日月明。
一聞因色動，滿喜又心驚。
原掃腥羶幕，悉恢燕鎬京。
更開朝貢路，再築受降城。
Hán Việt:
Quần Hồ loạn vũ trụ, bách chiết thủ đan thành.
Hải đảo vô loan tín, hương quan đoạn kê thanh.
Nghĩa sư hưng cức tụ, tráng khí hám trường kình.
Kỳ bái Kinh Tương xuất, đao binh nhật nguyệt minh.
Nhất vấn nhân sắc động, mãn hỉ hựu tâm kinh.
Nguyên tảo tinh thiên mạc, tất khôi Yến Hạo kinh.
Canh khai triều cống lộ, tái trúc thụ hàng thành.
Tạm dịch:
Quần Hồ loạn vũ trụ, trăm gấp đợi thành đỏ.
Biển đảo không chim Loan, cổng làng dứt tiếng gà.
Nghĩa thầy thức hang gai, khí mạnh lay cá kình.
Cờ bái Kinh Tương ra, đao binh ngày tháng sáng.
Nhân nghe một tiếng động, thừa thích lòng kinh sợ.
Vốn quét mộ hôi tanh, tất dựng kinh Yến Hạo.
Càng mở đường triều cống, lại đắp lấy hàng thành.

## Đánh giá
Học giả người Mỹ Denny Roy cho biết thì tuy Trịnh Kinh tại Đài Loan mặc dù xưng là Duyên Bình Quận vương, nhưng trên thực tế thì Đài Loan vẫn coi nhà Minh là triều đại chính thống, dù rằng nhà Minh đã bị diệt vong và nhà Thanh vẫn chưa nói gì về chủ quyền hành xử của Đài Loan, thực chất thì Đài Loan đã là một chính quyền độc lập.

## Liên quan đến gia đình

### Cha
- Trịnh Thành Công

### Mẹ
- Đổng Thị

### Anh em
- Trịnh Thông, tự Triết Thuận, hiệu Di Đường, năm Khang Hy thứ 22, trao chức tam phẩm.
- Trịnh Minh, tự Triết Hy, hiệu Hy Chi, năm Khang Hy thứ 22, trao chức tứ phẩm.
- Trịnh Duệ, tự Triết Thánh, hiệu Thánh Chi, mất sớm, được chôn chung ở mộ phần họ Trịnh nay là khu mộ hai công tử họ Trịnh ở Phiên Phủ thuộc khu Nam thành phố Đài Nam.
- Trịnh Trí, tự Triết Tích, hiệu Tích Chi, năm Khang Hy thứ 22, trao chức tứ phẩm.
- Trịnh Khoan, tự Triết Thạc, hiệu Thạc Chi, không rõ.
- Trịnh Dụ, tự Triết Ích, hiệu Ích Chi, năm Khang Hy thứ 22, trao chức tứ phẩm.
- Trịnh Ôn, tự Triết Niệm, hiệu Niệm Trai, năm Khang Hy thứ 22, trao chức tứ phẩm.
- Trịnh Nhu, tự Triết Năng, hiệu Năng Chi, năm Khang Hy thứ 22, trao chức tứ phẩm.
- Trịnh Phát, tự Triết Chấn, hiệu Phấn Chi, mất sớm, được chôn chung ở mộ phần họ Trịnh nay là khu mộ hai công tử họ Trịnh ở Phiên Phủ thuộc khu Nam thành phố Đài Nam.

### Con cái
- Con trưởng: Trịnh Khắc Tang; lấy con gái của Trần Vĩnh Hoa làm vợ, Khắc Tang nguyên là người thừa kế chính danh ngôi vị họ Trịnh, nhưng lại bị bọn người Phùng Tích Phạm mưu sát, mất khi vừa mới tròn 16 tuổi.
- Con thứ hai: Trịnh Khắc Sảng; tên húy là Tần, tự Thực Hoằng, hiệu Hối Đường, lấy con gái của Trần Vĩnh Hoa làm vợ, kế thừa tước Duyên Bình Quận vương của cha, giữ chức Thống soái Đại tướng quân, vào năm 1683 đầu hàng nhà Thanh, kết thúc sự thống trị hai mươi mốt năm của vương triều họ Trịnh tại Đài Loan.
- Con thứ ba: Trịnh Khắc Cử; sau khi Trịnh Khắc Sảng đầu hàng nhà Thanh, đã thỉnh cầu vua Khang Hy ban cho Khắc Cử một chức quan.
- Trịnh Khắc Quân: không rõ
- Trịnh Khắc Bạt: không rõ
- Trịnh Khắc Thương: không rõ
- Trịnh Khắc Kỳ: không rõ
- Trịnh Khắc Xác: không rõ